# Thomas Giefer
Thomas Giefer (* 15. November 1944 auf der Insel Reichenau, Gemeinde Reichenau) ist ein deutscher Dokumentarfilmer und Journalist.

## Leben
Thomas Giefer ist ein Sohn des renommierten Frankfurter Architekten Alois Giefer.
Nach einigen Literatur- und Journalistik-Semestern in Frankfurt am Main und an der FU Berlin wurde Giefer 1967 zum Studium an der Berliner Filmakademie dffb zugelassen. Schon zuvor hatte er angefangen, mit einer geliehenen 16-mm-Handkamera die ersten Sit-Ins und Demonstrationen der entstehenden Studentenbewegung in West-Berlin zu dokumentieren – und zwar nicht aus der Sicht von Presse und staatlichen Medien, sondern als nahezu einziger Kameramann aus der Perspektive der Studenten selbst. Daraus entstand sein erster Film „Berlin, 2. Juni '67“ über die Anti-Schahdemonstration und den Tod von Benno Ohnesorg, den er gemeinsam mit H. R. Minow als Instrument der „Gegenöffentlichkeit“ zur Hetzpropaganda von Springerpresse und anderen Medien zusammenstellte. Das Filmstudium wurde aufgrund politischen Aufruhrs an der Hochschule bereits nach wenigen Monaten durch Relegation beendet. Gemeinsam mit anderen Relegierten gründete er das ROSTA KINO, Spielstelle, Verleih und Produktion von Filmen im Themenbereich von APO und weltweiten revolutionären Bewegungen.
Seit 1974 arbeitet Giefer als Autor, Regisseur, Kameramann und Filmeditor, sowie als freier Produzent (CON VOI FILM, Berlin), vornehmlich für das öffentlich-rechtliche Fernsehen und später für den deutsch-französischen Kulturkanal Arte. Seine Schwerpunkte: Sozialkritische Dokumentationen, Politik und Kultur, z. B. für die WDR-Reihe „Schauplatz“, gelegentlich auch Magazinbeiträge für Weltspiegel, Monitor etc.
Seit 1979 wandte er sich Auslandsthemen zu – zunächst über die iranische Revolution, danach drehte er Filme im Irak, in Kurdistan, Pakistan, Afghanistan, Zentralasien, Afrika, Lateinamerika, in den USA und Europa – meist in Zusammenarbeit mit Autoren wie Ulrich Tilgner, Jürgen Roth, Yüksel Uğurlu oder Ahmad Taheri. Seit Anfang der 90er Jahre entstanden auch zeitgeschichtliche Dokumentationen u. a. für die ARD-Reihen „Politische Morde“ und „Das Rote Quadrat“ – häufig gemeinsam mit Rena Giefer.
Viele der Filme sind – auch nach der TV-Ausstrahlung – auf Festivals und in politischen Veranstaltungen zu sehen: Etwa „Die Rattenlinie“, eine Dokumentation über die nützliche Rolle des Kalten Kriegs für die Straffreiheit von Nazis und Kriegsverbrechern, „Mit dem Mut der Verzweifelten“ über den Jüdischen Widerstand gegen Hitler, „Tod in Teheran“ über die Ermordung der Oppositionellen Parwaneh und Dariusch Foruhar durch den Geheimdienst der Islamischen Republik, „Frances Newtons letzte Worte“ über die Hinrichtung einer jungen Schwarzen in Texas, „Sklaverei auf Italienisch“ über die unmenschliche Ausbeutung von Erntearbeitern aus Osteuropa und Afrika.
Der Film „Mord im Kolonialstil“ über die Ermordung des ersten kongolesischen Ministerpräsidenten Patrice Lumumba im Jahr 1961 wurde in mehr als 20 Ländern ausgestrahlt und erhielt 2001 – neben anderen internationalen Auszeichnungen – den Grimme-Preis mit Gold.

## Filmografie (Auswahl)
- 1967: Berlin, 2. Juni 67
- 1968: Terror auch im Westen
- 1977: Nachricht vom Stamme der Mandan Indianer
- 1981: Schah Matt – Revolution im Iran
- 1983: Die Kurden ‑ Ein Volk, das es nicht geben darf
- 1984: Diese spontane Arbeitsniederlegung war nicht geplant – Der Türkenstreik bei Ford
- 1987: Operation Ernte – Chronik eines Putsches in Afrika
- 1989: Was geschah wirklich in Upington – Rassenjustiz in Südafrika
- 1990: Die Rattenlinie – Fluchtrouten der Nazis
- 1991: Djihad ‑ Der Heilige Krieg
- 1992: Passport Mafia – Die kalte Straße der Hoffnung
- 1992: Zwergbrasilien – Die Ökologie des Hungers
- 1993: Sagte ich schon, dass ich Jude bin – Der Schriftsteller Valentin Senger
- 1993: Der Himmel über Europa – Reportagen mit beschränkter Hoffnung (Dreiteiler)
- 1996: Die Macht, das Öl und der Tod – Ken Saro-Wiwa
- 1998: Tod in Memphis – Der Mord an Martin Luther King u. a. Gespräch mit James Earl Ray
- 1999: Abschied vom Gottesstaat? – 20 Jahre Islamische Revolution
- 2000: Mord im Kolonialstil – Patrice Lumumba
- 2000: Flug ET 961 entführt – Der Absturz, die Passagiere und ein Rätsel
- 2001: Der Bürgermeister, der Entertainer, der Raumausstatter und seine Frau – Berlin hat die Wahl
- 2003: Romero – Tod eines Erzbischofs
- 2004: Tod in Teheran – Auftragsmord im Namen Gottes
- 2005: Mit dem Mut der Verzweifelten – Jüdischer Widerstand gegen Hitler
- 2006: Frances Newtons letzte Worte – Chronik einer Hinrichtung
- 2007: Sklaverei auf italienisch / Blutige Ernte

## Radio
- 2001: Wir haben die Leichen in Stücke geschnitten
- 2006: Mord gen Mekka

## Texte
- Der Dokumentarfilm seit 1960 von Wilhelm Roth (Bucher 1990, ISBN 3-7658-0397-9) über „Berlin, 2. Juni 67“ und „Terror auch im Westen“
- Die Rattenlinie (Fluchtwege der Nazis) von Rena und Thomas Giefer (athenäums programm by anton hain 1991, ISBN 3-445-08566-8)
- Die Rattenlinie (Fluchtwege der Nazis) von Rena und Thomas Giefer (Beltz-Verlag 1995, ISBN 3-89547-700-1)
- Die Rattenlinie (Fluchtwege der Nazis) von Rena und Thomas Giefer (Japanische Ausgabe 2000, ISBN 4-7684-6836-5)
- Tod auf Bestellung – Politischer Mord im 20. Jahrhundert, Hrsg. von Heribert Blondiau (Ullstein 2002, ISBN 978-3548363318) Kapitel über Martin Luther King und Patrice Lumumba

## Preise & Festivals
- Leipzig (Spezialpreis 1967)
- Grimme-Preis m. Gold
- INPUT 2002 Kapstadt
- Intermedia-globe Gold (World Media Festival)
- Gold WorldMedal (The New York Festivals)
- Eröffnungsfilm CINÉ DROIT LIBRE Ouagadougou und Abidjan
- Havana Filmfestival
- FIPA (Meilleur image)
- BANFF (1. Preis „Current affairs“)
- Monaco (Grand Prix URTI)